# Марини (Оштра Лука)
Марини су насељено мјесто у општини Оштра Лука, Република Српска, БиХ. Према попису становништва из 1991. у насељу је живјело 105 становника.

## Становништво
| Националност       | 1991. | 1981. | 1971. | 1961. |
| Срби               | 103   | 143   | 257   | 300   |
| Хрвати             | 2     | 10    | 18    | 16    |
| Југословени        |       | 8     |       |       |
| остали и непознато |       | 1     |       |       |
| Укупно             | 105   | 162   | 275   | 316   |

| Демографија | Демографија | Демографија |
| Година      | Становника  | Становника  |
| ----------- | ----------- | ----------- |
| 1961.       | 316         |             |
| 1971.       | 275         |             |
| 1981.       | 162         |             |
| 1991.       | 105         |             |